# Robert Gerald Livingston
Robert Gerald Livingston (* 17. November 1927 in New York City; † 12. September 2023 in Washington, D.C.) war ein US-amerikanischer Diplomat und Autor. 
Livingston war Präsident des German Marshall Fund of the United States und Gründungsdirektor des American Institute for Contemporary German Studies. Derzeit ist Livingston Senior Research Fellow am Deutschen Historischen Institute in Washington, D.C. Er lebte in Chevy Chase, Maryland.
Livingston studierte bis 1953 an der Harvard University und war von 1956 bis 1974 als Foreign Service Officer des US-Außenministeriums in Salzburg, Hamburg, Belgrad, Berlin, Bonn sowie in Washington, D.C. tätig. In dieser Zeit promovierte er 1959 auch an der Harvard University und war von 1970 bis 1972 als Visiting Fellow des Council on Foreign Relations an einer Studiengruppe zur DDR beteiligt. 1972/1973 gehörte Livingston dann dem Stab des Nationalen Sicherheitsrates unter Henry Kissinger an. 1974 wurde er Vizepräsident des German Marshall Fund und 1977 dessen Präsident. Er behielt die Position des Präsidenten bis 1981.
1981 bis 1983 war Livingston dann Research Professor der Georgetown School of Foreign Service der Georgetown University. In dieser Zeit verfasste er ein Buch über die Außenpolitik der Bundesrepublik Deutschland. 1983 begründete er das American Institute for Contemporary German Studies an der Johns Hopkins University. Diese Position hatte er bis 1994 inne. Er war dann bis 1996 noch Chief Development Officer des Institutes. 1997 wurde er dann Senior Visiting Fellow am German Historical Institut in Washington D.C.
Livingston schrieb mehr als 300 Artikel und Beiträge vor allem zu den deutsch-amerikanischen Beziehungen, und zwar für deutsche Medien (Spiegel, Wirtschaftswoche, Zeit, Deutschlandradio) und für US-amerikanische (New York Times, Washington Post, Foreign Policy).